# Ménil-de-Senones
Ménil-de-Senones là một xã, nằm ở tỉnh Vosges trong vùng Grand Est của Pháp. Xã này có diện tích 7,22 km², dân số năm 1999 là 124 người. Xã này nằm ở khu vực có độ cao trung bình 560 m trên mực nước biển. 

## Biến động dân số
| Năm | 1962 | 1968 | 1975 | 1982 | 1990 | 1999 |
| --- | ---- | ---- | ---- | ---- | ---- | ---- |
| Dân số | 141  | 149  | 125  | 125  | 105  | 124  |
| From the year 1962 on: No double counting—residents of multiple communes (e.g. students and military personnel) are counted only once. |      |      |      |      |      |      |